# Jinjiapu (köpinghuvudort i Kina, Hubei Sheng, lat 30,89, long 115,64)
Jinjiapu (kinesiska: 金家铺) är en köpinghuvudort i Kina. Den ligger i provinsen Hubei, i den centrala delen av landet, omkring 130 kilometer öster om provinshuvudstaden Wuhan. Antalet invånare är 22 065. Befolkningen består av 10 860 kvinnor och 11 205 män. Barn under 15 år utgör 16,0 %, vuxna 15-64 år 71 %, och äldre över 65 år 12,0 %.
Runt Jinjiapu är det tätbefolkat, med 276 invånare per kvadratkilometer. Närmaste större samhälle är Yangliuwan, 15,0 km sydost om Jinjiapu. I omgivningarna runt Jinjiapu växer huvudsakligen savannskog.
Genomsnittlig årsnederbörd är 1 917 millimeter. Den regnigaste månaden är juli, med i genomsnitt 301 mm nederbörd, och den torraste är december, med 52 mm nederbörd.